# Żałobnica brunatna
Żałobnica brunatna (Calyptorhynchus lathami) – gatunek ptaka z rodziny kakaduowatych (Cacatuidae), najmniejsza przedstawicielka podrodziny żałobnic (Calyptorhynchinae) zamieszkującej Australię. Dorosłe osobniki mogą osiągać 50 cm długości.
Papugi te wykazują dymorfizm płciowy. Samce mają całkowicie czarne upierzenie, wyjąwszy czerwone pasy na ogonie. Samice są ciemnobrunatne z pewną liczbą żółtych kropek. Wyszczególniono trzy podgatunki.

## Systematyka
Żałobnica brunatna została po raz pierwszy opisana w roku 1807 przez holenderskiego przyrodnika Coenraada Jacoba Temmincka. Nazwa angielska upamiętnia angielskiego ornitologa Johna Lathama. Najbliższą krewną żałobnicy brunatnej jest żałobnica rudosterna. Oba te gatunki należą do rodzaju Calyptorhynchus. Od innych żałobnic odróżnia je wyraźny dymorfizm płciowy oraz odgłosy wydawane przez młode osobniki – po pierwsze piskliwy, płaczliwy krzyk, po drugie – charakterystyczny odgłos podczas połykania pokarmu.

### Etymologia
- Calyptorhynchus: gr. καλυπτος kaluptos „ukryty”, od καλυπτω kaluptō „ukryć”; ῥυγχος rhunkhos „dziób”[7].
- lathami: dr John Latham (1740–1837), angielski ornitolog[8].
- erebus: w mitologii greckiej Ereb (gr. Ἔρεβος Érebos, łac. Erebus) był synem Chaosu, personifikacją ciemności i drogi do Hadesu (tj. czarny)[9].
- halmaturinus: nowołac. Insula Halmaturorum „Wyspa Kangura”, Australia Południowa, od ssaczego rodzaju Halmaturus Illiger, 1811 (kangur), od gr. ἁλμα halma, ἁλματος halmatos „skok, sus”, od ἁλλομαι hallomai „skakać”; ουρα oura „ogon”[10].

## Podgatunki
W roku 1993 Schodde i współpracownicy wyszczególnili trzy podgatunki żałobnicy brunatnej. Tymczasem Forshaw ma zastrzeżenia co do znikomych różnic pomiędzy nimi. Mimo to podgatunki te są obecnie (2020) akceptowane przez Międzynarodowy Komitet Ornitologiczny (IOC). Wyróżniono:
- C. l. lathami – wschodni podgatunek występujący na obszarze pomiędzy południowo-wschodnią częścią stanu Queensland a Mallacootą w stanie Wiktoria, z odosobnionymi stanowiskami w Eungelli w środkowym Queenslandzie oraz w Riverinie i w lasach Pilliga. Jej rozmieszczenie uzależnione jest od występowania lasów rzewniowych.
- C. l. erebus – występuje w środkowo-wschodnim Queenslandzie.
- C. l. halmaturinus (zagrożona). Gatunki z Wyspy Kangura zostały umieszczone przez rząd australijski na liście zagrożonych. Ich występowanie jest ograniczone do zachodnich obszarów wyspy. Ich całkowita liczebność może nie przekraczać 100 sztuk. Ich przetrwanie jest uzależnione od występowania rzewni oraz eukaliptusa (Eucalyptus cladocalyx).

## Opis
Podobnie jak pokrewna żałobnica rudosterna, tak i żałobnica brunatna wykazuje dymorfizm płciowy. Korpus osobnika męskiego jest w przeważającej części czarny z czerwonymi łatami na ogonie. Samice są ciemnobrązowe, posiadają żółte cętki na ogonie i szyi. Dorosłe osobniki osiągają 46–50 cm długości i ważą około 450 g, przy czym samice są nieco mniejsze. Występują na obszarach leśnych i odżywiają się głównie nasionami rzewni.

## Status ochronny
Międzynarodowa Unia Ochrony Przyrody (IUCN) od 2022 uznaje żałobnicę brunatną za  gatunek narażony na wyginięcie (VU – vulnerable); wcześniej – od 2000 klasyfikowano ją jako gatunek najmniejszej troski (LC – least concern), od 1994 – jako gatunek narażony (VU – vulnerable), a od 1988 jako gatunek najmniejszej troski. W 2000 całkowitą liczebność populacji szacowano na 17 140 osobników, w tym: podgatunek C. l. lathami około 12 000, C. l. erebus 5000, a C. l. halmaturinus – 140. Trend liczebności populacji uznaje się za spadkowy.
AustraliaŻałobnice brunatne nie zostały wpisane na listę gatunków zagrożonych zgodnie z Aktem o Ochronie Środowiska i Zachowaniem Różnorodności Gatunkowej z roku 1999.
Stan Wiktoria w AustraliiWschodni podgatunek żałobnicy brunatnej znalazł się na liście gatunków zagrożonych wyginięciem zgodnie z Aktem Gwarancyjnym o Florze i Faunie (1988). W oparciu o ten akt nie przygotowano jeszcze programu odtworzenia populacji gatunku. Na pomocniczej liście zagrożonych kręgowców w stanie Wiktoria, podgatunek C. l. lathami został umieszczony jako bliski zagrożenia wyginięciem.